# Темерницкий мост
Темерни́цкий мост — мост в Ростове-на-Дону через реку Дон. Построен в 2007—2010 годах по проекту инженера А. М. Ефремушкина (Северо-Кавказский филиал ОАО "ГИПРОДОРНИИ"). Получил своё название 17 марта 2011 года в связи с одноимённой рекой Темерник, вдоль которой простирается его эстакада на правом берегу Дона. До указанного момента носил проектное наименование «мост в створе проспекта Сиверса».

## Описание
Темерницкий мост (проектной пропускной способностью порядка 60 тысяч автомобилей в сутки) обеспечивает альтернативный Ворошиловскому мосту (порядка 46 тысяч автомобилей в сутки) выезд на трассу М4 «Дон» из Ростова-на-Дону по направлению на Краснодар и Ставрополь, также транспортно значим для городов-спутников Батайск и Азов. Но из-за отсутствия системы развязок транспортная нагрузка на мост низкая. 

## История
Мост строился ускоренными темпами, в связи с аварийным состоянием Ворошиловского моста, открытого с 23 июня 2008 г. для движения в ограниченном режиме.
Вторым этапом строительства Темерницкого моста в составе комплекса «Темерницкий диаметр» планируется возведение путепровода от Гвардейской площади до улицы Мечникова.
В 2014 году из-за вероятности обрушения Ворошиловского моста, администрацией города было принято решение перекрыть движение по этому мосту в город и переместить основную нагрузку на Темерницкий мост. 
В первом квартале 2014 года стало известно, что через Темерницкий мост теперь будут следовать автобусы Батайск — Ростов-на-Дону. Новая схема движения автобусов появилась в связи с закрытием Ворошиловского моста.
В этот период работниками Министерства транспорта Ростовской области была разработана специальная схема, которая обеспечит автобусное движение в Ростов-на-Дону для тех людей, которые приезжают из Батайска. Конечной остановкой для транспорта, заезжавшего через Темерницкий мост, была Привокзальная площадь.
Зимой 2016 года был проведен комплекс мер по очистке Темерницкого моста. Это позволит свести к минимуму расходы по адаптации сооружения к весеннему периоду.
Согласно заявлению заместителя головы администрации города по транспорту и дорожному хозяйству Ростова-на-Дону, до 1 сентября 2017 года должен быть проведен ремонт моста. Для проведения работ выбрано ночное время суток, когда автомобильный поток минимален. Среди предполагаемых работ — замена дорожного покрытия и покраска ограждений.